# Cheironchus vorax
Cheironchus vorax är en rundmaskart som beskrevs av Nathan Augustus Cobb 1917. Cheironchus vorax ingår i släktet Cheironchus och familjen Selachinematidae. Inga underarter finns listade i Catalogue of Life.